# 미주리 준주
미주리 준주(Territory of Missouri)는 1812년 6월 4일 미국에 수립되어 그 남동쪽 부분이 미주리주로 승격한 1821년 8월 10일까지 존재했던 자치령, 즉, 준주였다.

## 개요
미주리 준주는 원래 루이지애나 준주로 불리고 있었지만, 1812년 전쟁(영미 전쟁) 이전 1812년 8월 30일 올리언스 준주가 주로 승격하여 명칭이 루이지애나주로 되었기 때문에 혼란을 피하기 위해 같은 이름의 루이지애나 준주가 미주리 준주로 명칭을 변경한 것이다.
1818년 조약에 의해 미주리 준주와 영국의 루퍼트랜드와 경계를 북위 49도로 정했다. 이것에 의해 북위 49도선 이남의 레드 강 유역 지방이 미주리 준주에 속하게 되었으며, 또한 49도선 이북의 미주리 강 유역의 일부가 루퍼트랜드에 속하게 되었다. 1819년 애덤스 오니스 조약에 의해 스페인령 테하스(스페인령 텍사스)이나 멕시코령 산타페의 남서쪽 경계를 확정했다. 미국은 스페인령 플로리다 대신 미주리 준주의 중요한 부분을 스페인에게 내주었다. 1812년 협정과 애덤스 오니스 조약이 미국이 영토를 감소시키는 마지막 사건이 되었다.
1819년 3월 2일 미주리 강 및 세인트 프랜시스 강 및 북위 36도선으로 둘러싸인 미주리 부트힐 지역을 제외하고, 북위 36도 30분 이남이 분리되어, 아칸소 준주(준주 설립 당시는 ‘Arkansaw’라고 표기했다. 몇 년 후 현재의 ‘Arkansas’가 되었다. 공식적인 발음은 1881년까지 논쟁이 계속되었다)가 되었다. 아칸소 준주를 제외한 나머지 부분의 미주리 준주에서 남동쪽 모서리 부분이 1821년 8월 10일 미주리주로 승격했다.
1812년에 루이지애나 준주로 준주가 만들어지고, 1821년까지, 미주리 준주의 주도는 세인트루이스였다. 나머지 부분, 즉 현재 네브래스카, 남북 다코타, 캔자스의 대부분, 와이오밍, 몬태나, 또한 콜로라도와 미네소타의 일부가 될 광대한 지역은 미주리 성립과 동시에 자치령을 포기하고, 비자치령으로 돌아오면서 미주리 준주는 소멸했다.
1834년 미주리 강 동쪽이 미시간 준주에 통합되었다. 그 후 남은 부분의 비자치령은 여러 준주로 분할되었다. 1838년 아이오와 준주, 1849년 미네소타 준주, 1854년 캔자스 준주와 네브래스카 준주, 1861년 콜로라도 준주와 다코타 준주, 1863년 아이다호 준주, 1864년 몬태나 준주, 그리고 1868년에는 와이오밍 준주가 만들어졌다.